# Курт Гьодел
Курт Гьодел (IPA: [kʊɐ̯t ˈgøːdl̩], на немски: Kurt Gödel) е австрийски и американски логик, математик и философ.
Гьодел е един от най-значимите логици на всички времена. Трудовете му имат съществено влияние върху научното и философско мислене на XX век. Те разтърсват научния свят още през 30-те години, когато Хилберт, Акерман, Уайтхед, Ръсел поставят основите на използването на логиката и теорията на множествата за разбиране на основите на математиката.
Гьодел е известен преди всичко с неговите теореми за непълнота, публикувани през 1931 г., когато е на 25 години, една година след защитата на докторската си дисертация във Виенския университет. По-известната теорема за непълнота гласи, че за всяка вътрешно непротиворечива, рекурсивна аксиоматична система, достатъчна, за да опише аритметиката на естествените числа (Аритметика на Пеано), съществуват верни твърдения за естествените числа, които не могат да бъдат доказани в рамките на тази аксиоматична система.
Той доказва, че хипотезата за континуума не може да бъде отхвърлена в рамките на теорията на множествата, ако нейните аксиоми са непротиворечиви. Той прави и съществени приноси в теорията на доказателствата, изяснявайки връзките между класическата, съждителна и модална логика.

## Избрана библиография
- Über die Vollständigkeit der Axiome des logischen Funktionenkalküls (дисертация). 1929. В: Monatshefte für Mathematik und Physik. Akademische Verlagsgesellschaft, Leipzig 37.1930, 2, S. 349 – 360.
- Über formal unentscheidbare Sätze der Principia Mathematica und verwandter Systeme I. В: Monatshefte für Mathematik und Physik. Akademische Verlagsgesellschaft, Leipzig 38.1931, S. 173 – 198.
- Diskussion zur Grundlegung der Mathematik, Erkenntnis 2. В: Monatshefte für Mathematik und Physik. Akademische Verlagsgesellschaft, Leipzig 39.1931 – 32, S. 147 – 148.
- The Consistency of the Axiom of Choice and of the Generalized Continuum Hypothesis with the Axioms of Set Theory. (Annals of Mathematical Studies, Volume 3). Princeton University Press, Princeton, NJ 1940.
- Russels mathematische Logik. В: Alfred North Whitehead, Bertrand Russell: Principia Mathematica. Vorwort, S. V–XXXIV. Suhrkamp 1986.
- (съст.) Solomon Feferman u. a.: Kurt Gödel. Collected Works. Clarendon Press, Oxford.
  - Vol. 1: 1986.
  - Vol. 2: 1990.
  - Vol. 3: 1995.